# Касета (Алабама)
Касета (енгл. Cusseta) град је у америчкој савезној држави Алабама. По попису становништва из 2010. у њему је живело 123 становника.

## Демографија
Према попису становништва из 2010. у граду је живело 123 становника.
| Група             | 2000.  | 2010.       |
| Белци             | . (.%) | 118 (95,9%) |
| Афроамериканци    | . (.%) | 3 (2,4%)    |
| Азијати           | . (.%) | 2 (1,6%)    |
| Хиспаноамериканци | . (.%) | 0 (0,0%)    |
| Укупно            | .      | 123         |